# Metexilisia citrago
Metexilisia citrago là một loài bướm đêm thuộc phân họ Arctiinae, họ Erebidae.